# Claude Mulot
Frédéric Lansac, nato Claude Mulot (Parigi, 21 agosto 1942 – Saint-Tropez, 13 ottobre 1986), è stato un regista francese.

## Biografia
Intraprende la carriera di regista nel 1968 dirigendo il film Sexyrella. Tra il 1970 e il 1973 realizzerà alcuni film horror e drammatici, per poi, dal 1974, dedicarsi esclusivamente al cinema pornografico: in oltre dieci anni di carriera nel settore dirigerà attrici come Brigitte Lahaie e Marilyn Jess in molteplici film, la maggior parte dei quali prodotti dalla casa di produzione Alpha France.

## Filmografia
- Sexyrella (1968)
- La rose écorchée (1970)
- La saignée (1971)
- Professione: Avventurieri (Profession: Aventuriers, 1973)
- Les charnelles (1974)
- C'est jeune et ça sait tout! (1974)
- Le sexe qui parle (1975)
- Shocking! (1976)
- Échanges de partenaires (1976)
- Mes nuits avec... (1976)
- Insomnies sous les tropiques (1977)
- Suprêmes jouissances (1977)
- Le sexe qui parle 2 (1978)
- La femme objet (1980)
- L'immorale (1980)
- Les petites écolières (1980)
- Le jour se lève et les conneries commencent (1981)
- Venere nera (Black Venus, 1983)
- Le couteau sous la gorge (1986)